# Орта-Сырт-яйла
Орта́-Сы́рт (укр. Орта-Сирт, крымскотат. Orta Sırt, Орта Сырт) — самая маленькая по площади из всех крымских яйл. Расположена на границе Симферопольского района (юг) и Белогорского района (север) Крыма. Занимает междуречье реки Бурульча и её правого притока Суата. Место боевых действий партизан Крыма во время Великой Отечественной войны. 

## Описание
Географически Орта-Сырт-яйла расположена между Долгоруковской (Субаткан) яйлой и Караби-яйлой, в непосредственной близости от Тырке-яйлы. На юге от яйлы возвышается хребет Таш-Хабах. 
Основные вершины - гора Доз, 912 м, высота 951 м, высота 1025 (гора Юке-Тепе). 

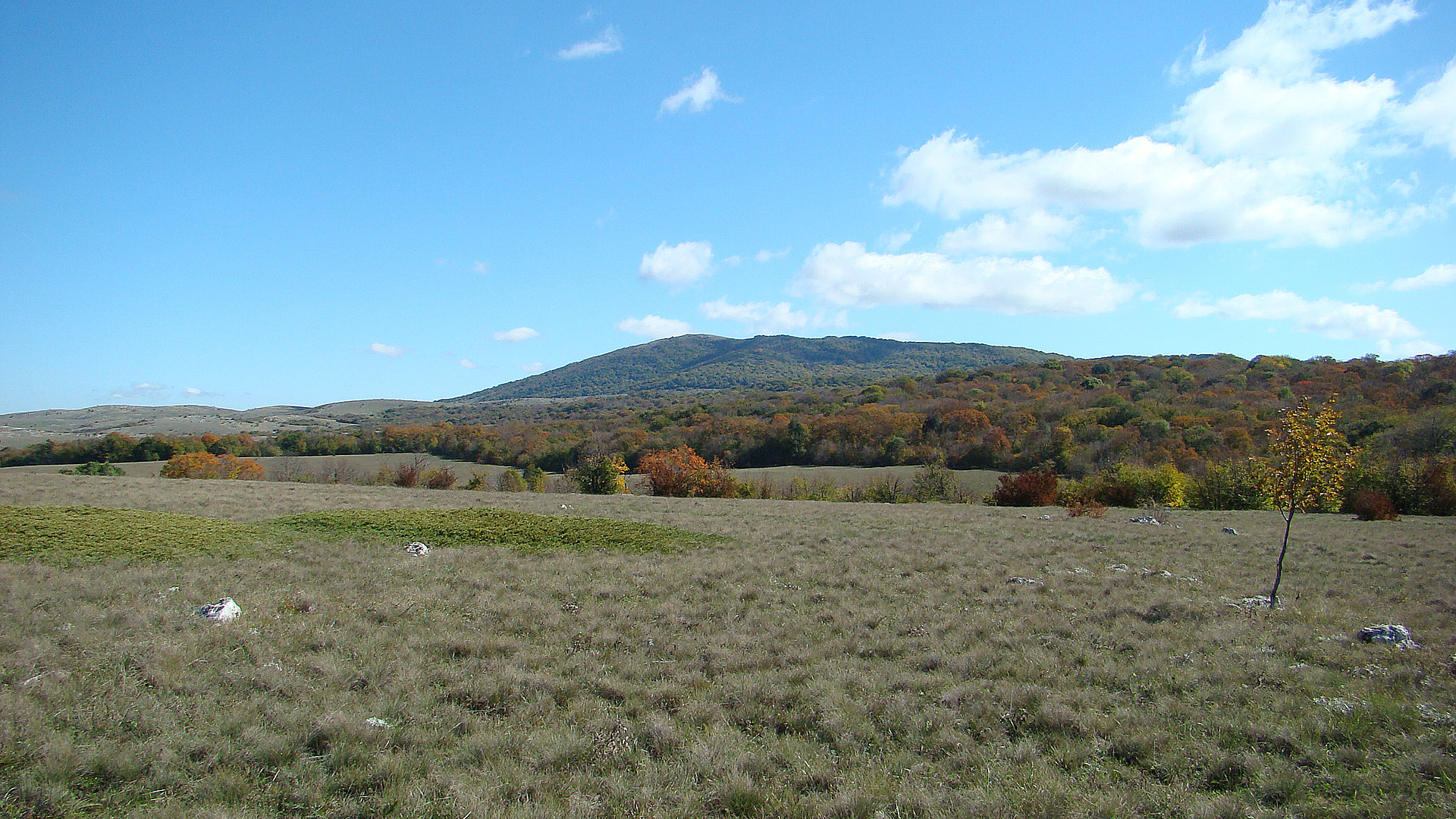
Яйла Орта-Сырт
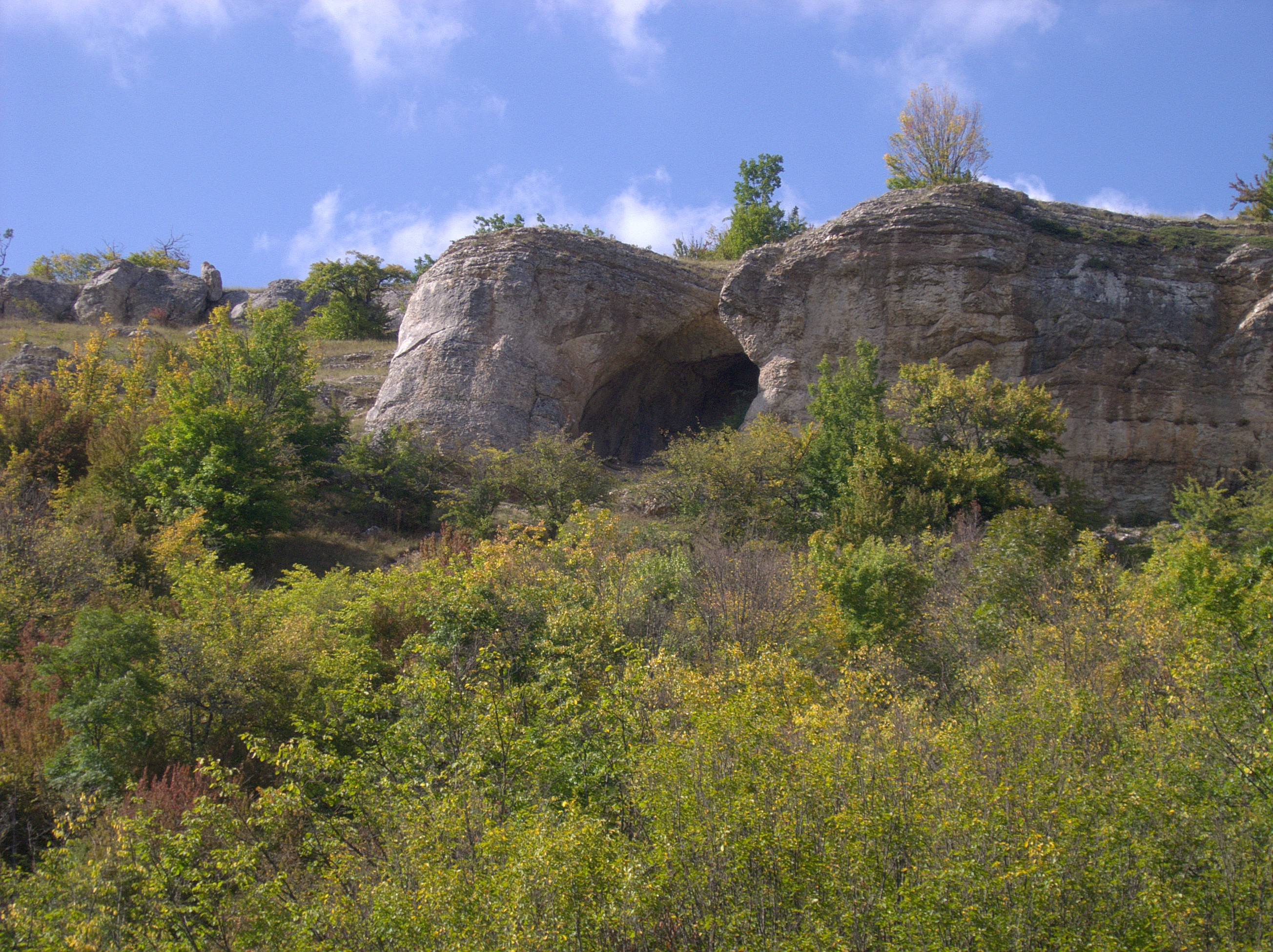
Голубиный грот
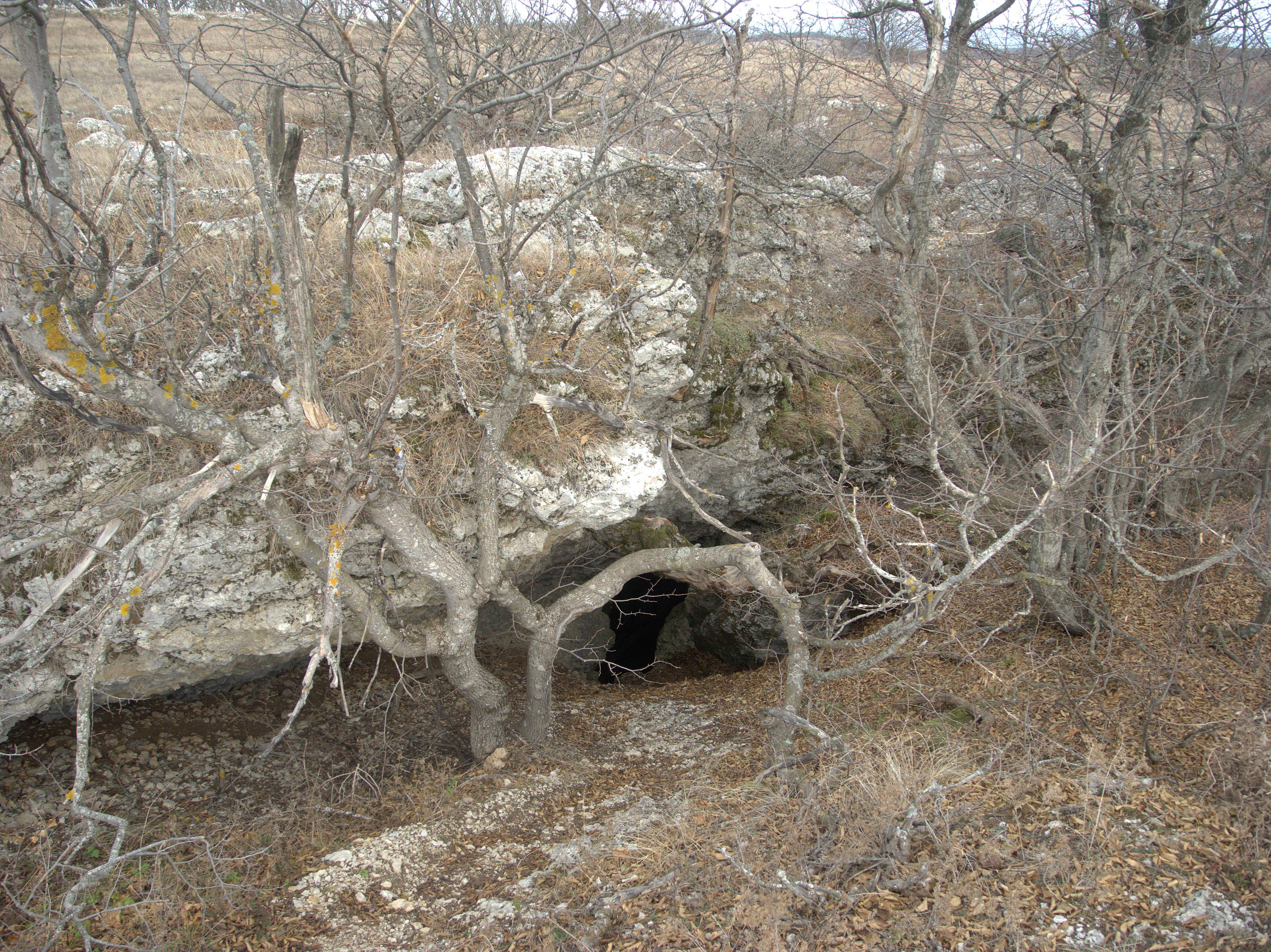
Пещера Самолетная
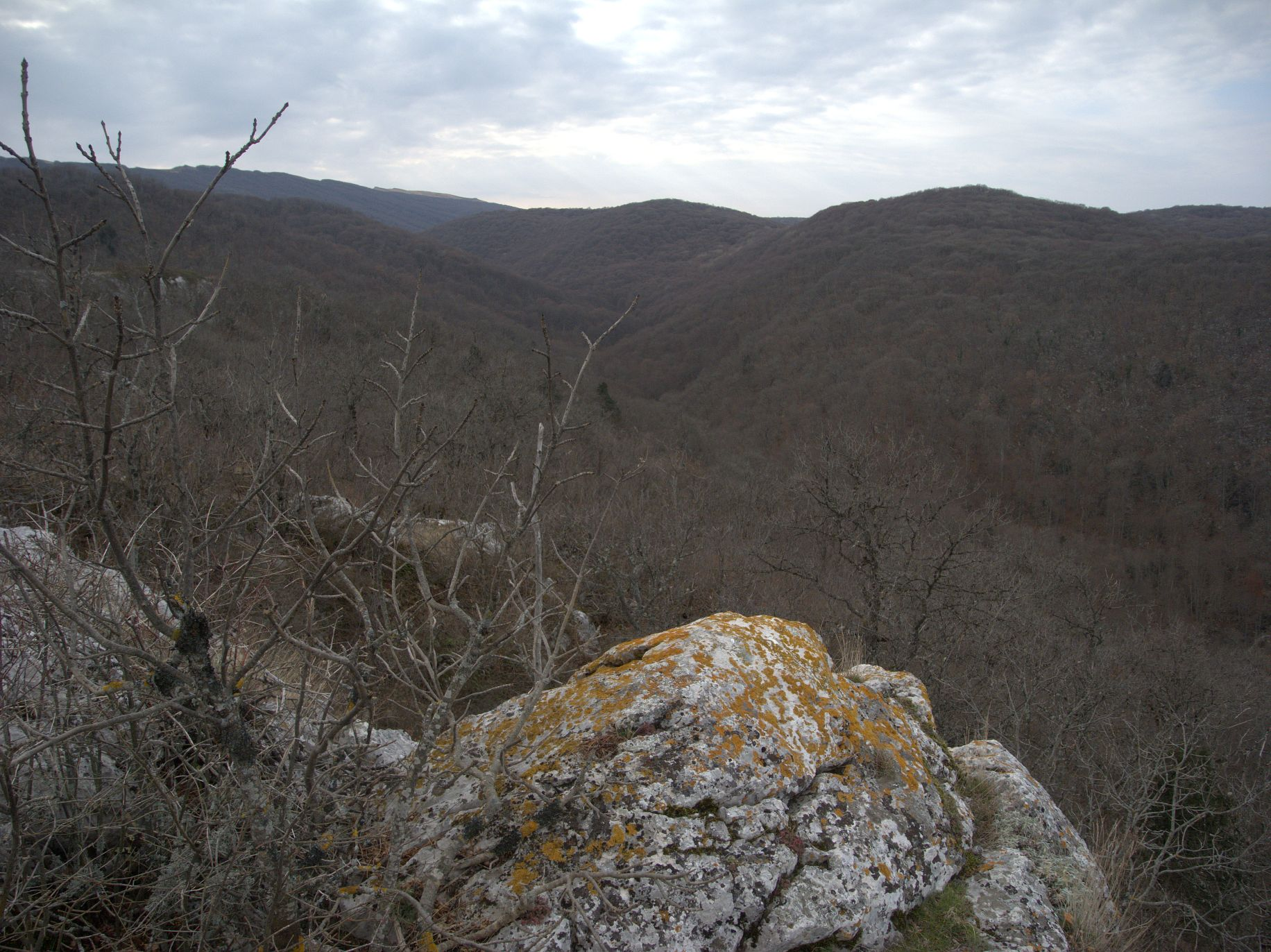
Вид с Мокроусовских скал на Юке-Тепе, высота 1025 (справа)

С севера подъём на Орта-Сырта проходит по хребту Яман-Таш (плохой камень). К западу расположена Долгоруковская яйла с Курганом Славы и вершинойа Колан-Баир, 914 м. По наиболее распространённой версии, именно зажатостью между другими, более крупными, яйлами и объясняется происхождение названия Орта-Сырт (в переводе с крымскотатарского — «серединный хребет»), то есть хребет, соединяющий расположенные рядом яйлы. Высота плато над уровнем моря на севере достигает порядка 900 м, повышаясь к югу до 1000 м. Из-за небольшой абсолютной высоты водотоков на яйле нет, лежащие в южной части Орта-сыртовские ключи летом пересыхают. Ближайший постоянный источник пресной воды — река Бурульча и урочище Су-Ат, расположенное в получасе ходьбы от яйлы. 
На яйле имеется 5 пещер, а также 92 воронки карстового происхождения. В середине яйлы, недалеко от дороги находится пещера Самолётная  44°51′44″ с. ш. 34°26′14″ в. д.. На крутом обрывистом склоне Голубиной балки Голубиный грот (Кулугун-коба).

## История
На яйле сохранился большой грот, которые по предположениям использовался древним человеком. 

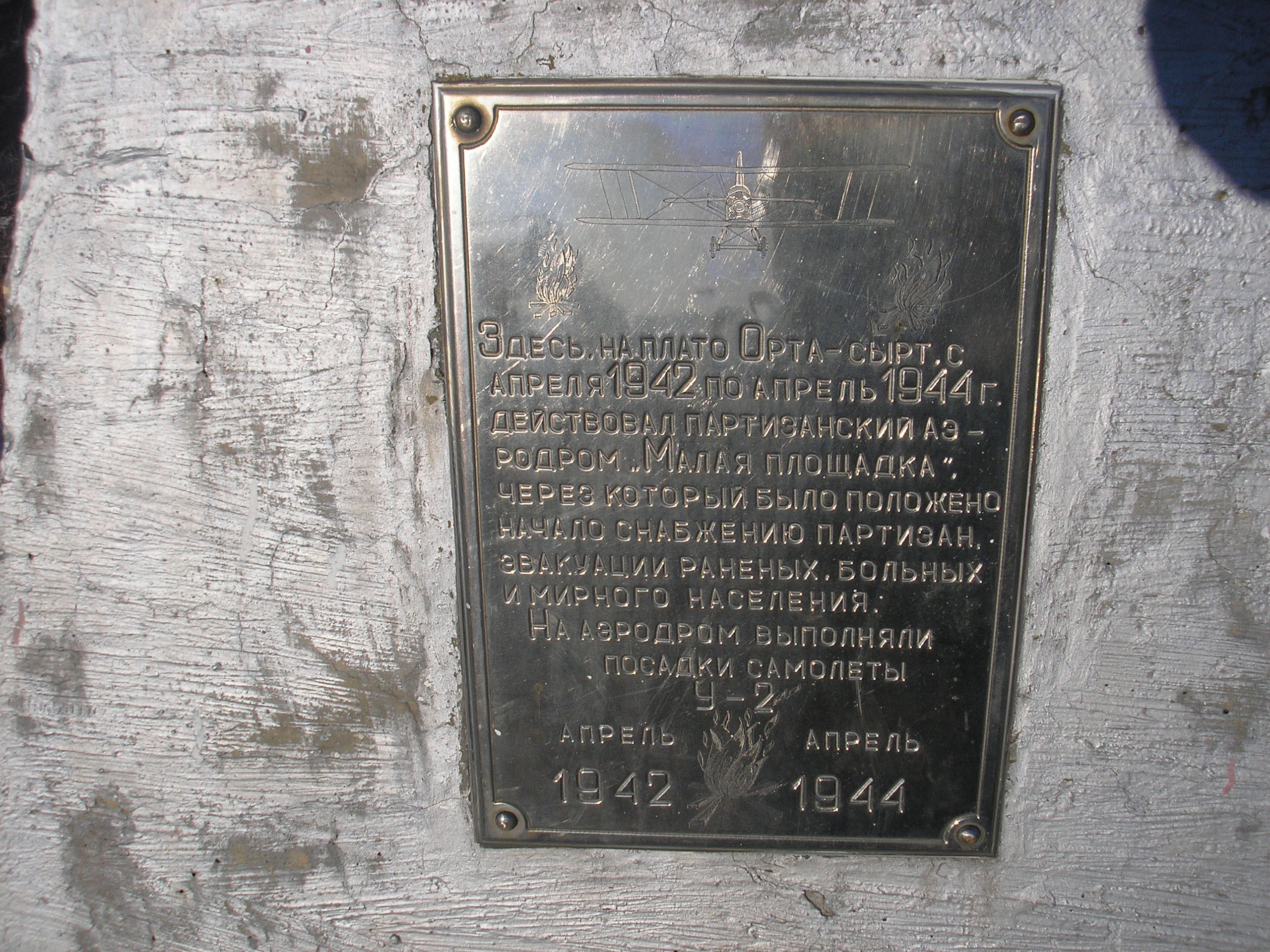
Табличка на Памятном знаке Малого партизанского аэродрома
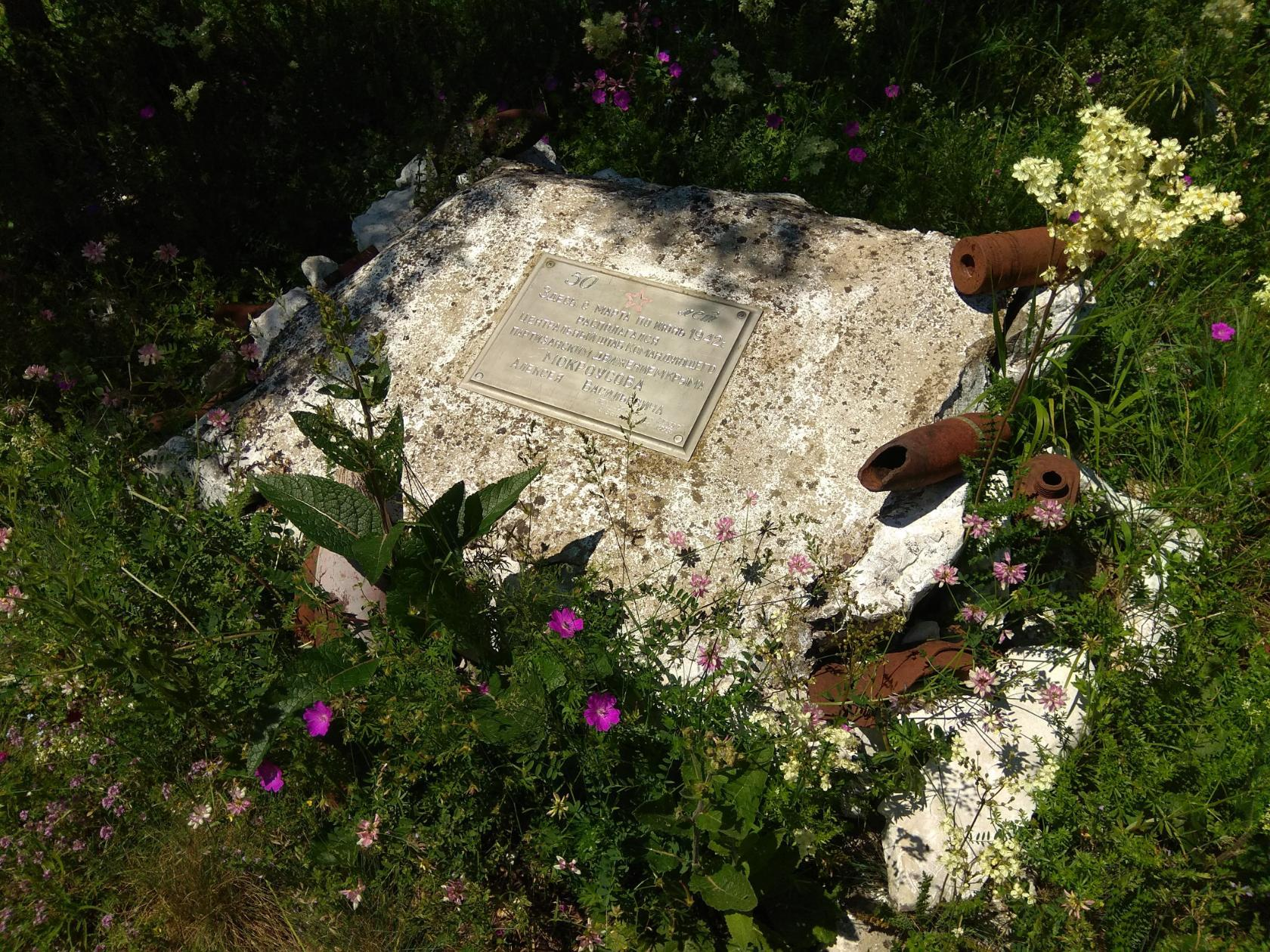
Табличка на месте расположения Штаба партизанского движения Крыма в марте-июне 1942 года на Мокроусовских скалах
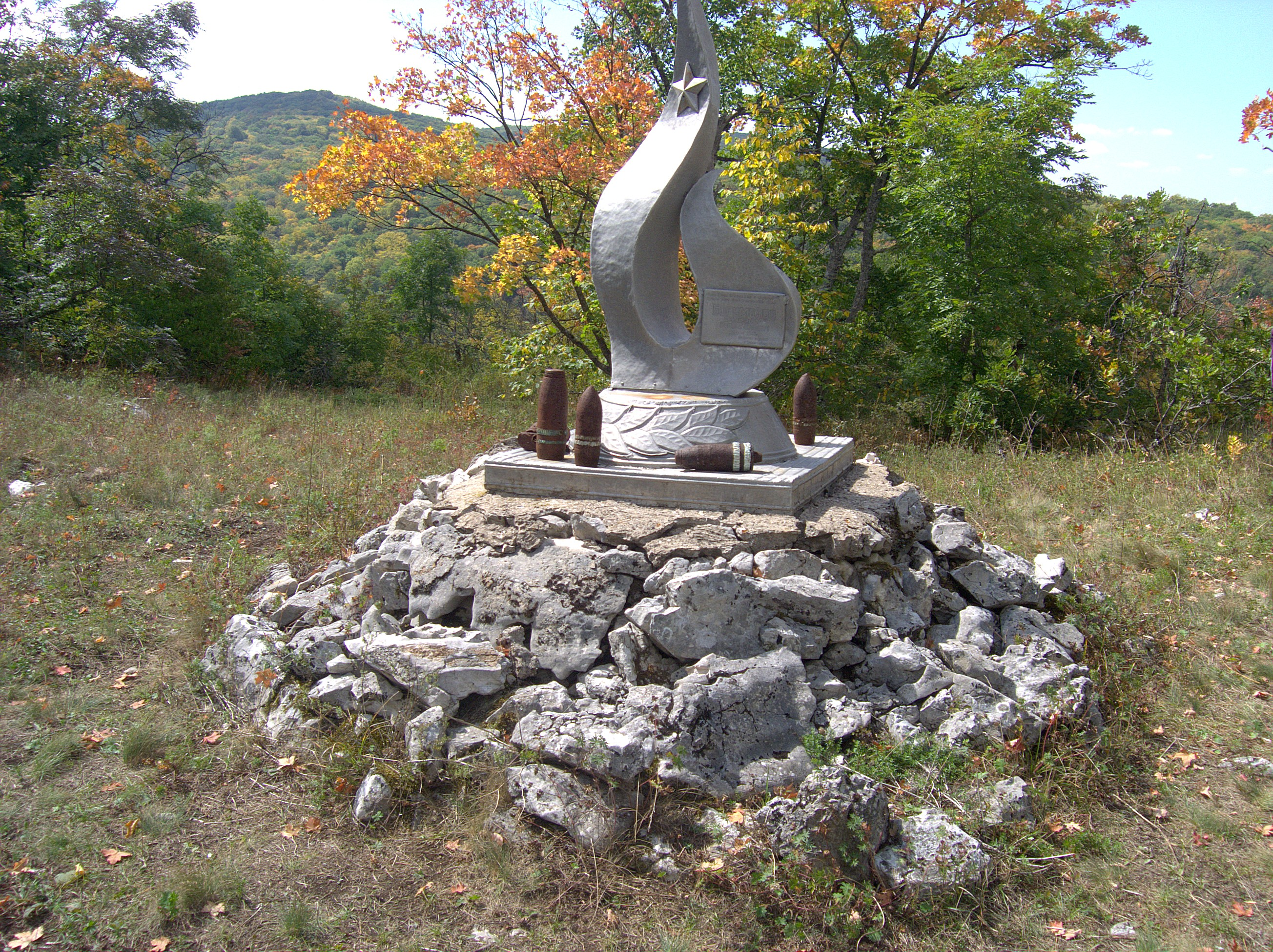
Памятник на месте гибели Богомолова А. В. на Мокроусовских скалах

В годы Великой Отечественной войны район яйлы стал местом базирования и упорных боёв партизан Крыма. На западном краю Орта-Сырта, на Мокроусовских скалах в марте-июне 1942 года располагался штаб Партизанского движения Крыма и в северо-восточной части яйлы Малый партизанский аэродром.
Рядом, к западу от яйлы, на «Высоте 1025» (другое название гора Юке-Тепе, Подкова, в некоторых источниках часть яйлы), в годы войны в 1941-1942 годах был штаб 2-го района партизан Крыма, в 1944 году штаб Северного соединения. Тут был устроен наблюдательный пост и землянка радистов, которые обеспечивали связь с партизанами, здесь же в 1942 году была установлена партизанская пушка, из неё вёлся огонь по фашистам прямой наводкой во время окружения Высоты 1025 25 июля 1942 года. После того, как закончились снаряды, пушка была сброшена вниз с обрыва. После войны пушку подняли на Высоту 1025 комсомольцы Крыма, здесь был оборудован мемориал — "Партизанская пушка.